# Martha Hunt
Martha Hunt, född 27 april 1989 i Wilson, North Carolina, USA, är en amerikansk fotomodell. Hon är sedan 2015 en av Victoria's Secret Angels.